# Aeroportul Sultan Abdul Aziz Shah
Aeroportul Sultan Abdul Aziz Shah (IATA: SZB, ICAO: WMSA) este un aeroport din Petaling District⁠(d), Selangor, Malaysia ce deservește zona Subang Jaya⁠(d). Aeroportul a fost tranzitat în 2021 de 571.913 pasageri. A fost deschis în 1965.
Situat la o altitudine de 27 m, aeroportul dispune de 1 pistă.

## Infrastructură

### Piste
Aeroportul dispune de o singură pistă. Pista 15/33 are suprafața de asfalt și dimensiunile 3.780 m × 45 m. 